# جامعة بلوفديف
جامعة بيسي هيليندارسكي في بلوفديف (أو PU ) هي مؤسسة للتعليم العالي في بلوفديف وسموليان وكاردجالي في بلغاريا . وهي مؤسسة ثقافية وتعليمية وعلمية رائدة.

## تاريخ
في عام 1961، بموجب المرسوم رقم 264 الصادر عن هيئة رئاسة الجمعية الوطنية، تم تأسيس المعهد التربوي العالي للعلوم الطبيعية والرياضية. وفي الشهر نفسه، عين وزير التعليم البروفيسور زيفكو لامبريف (منقولاً من المعهد الطبي العالي في بلوفديف) عميداً للمعهد الجديد، وتم تعيين الأستاذ المشارك تودور فاسيليف (من معهد العلوم الطبية) نائباً له. في شهر أغسطس، تم تأكيد الأشخاص التأهيليين الأوائل في المعهد: الأستاذ المشارك يوردان دويتشيف (عالم رياضيات)، والأستاذ المشارك آسين جالابوف (كيميائي)، والأستاذ المشارك زلاتكو بونيف (جيولوجي)، والأستاذ المشارك بوريس دجوردجيف (فيلسوف). ويشكل هؤلاء الأساتذة الستة أول مجلس أكاديمي في المعهد. ويتم الإعلان فوراً عن مسابقات للمساعدين والمعلمين. ويتم نقل عشرة مساعدين من مدارس عليا أخرى (بلوفديف بشكل رئيسي). ينقل البروفيسور ت. فاسيليف قسم الفيزياء بأكمله - 8 أشخاص، من VIHVP. يمكن حل سؤال الطلاب بسهولة - يتم قبول بعض المرشحين لجامعة صوفيا، الذين اجتازوا الامتحانات التنافسية بنجاح، في VPI وفقًا لمكان إقامتهم ونجاحهم.
تم الافتتاح الاحتفالي للمعهد والعام الدراسي الأول في 15 سبتمبر 1961. وبحضور الضيوف الرسميين وقادة البلاد والمدينة والمدرسين والطلاب، ألقى رئيس المعهد البروفيسور زيفكو لامبريف كلمة بعنوان " المعهد العالي التربوي – مركز جديد للتنوير والعلم”.
وفي 12 يناير 1972، صدر مرسوم مجلس الدولة رقم 24، الذي بموجبه تم تحويل المعهد التربوي العالي للعلوم الطبيعية والرياضية إلى جامعة بلوفديف . وهذا يمثل بداية مرحلة جديدة في تطور الجامعة.
يعمل في PU "Paisiy Hilendarski" أكثر من 900 معلم وموظف، منهم 550 مدرسًا مؤهلاً تأهيلاً عاليًا بدوام كامل - 30 أستاذًا ، و160 أستاذًا مشاركًا ، و360 مساعدًا .

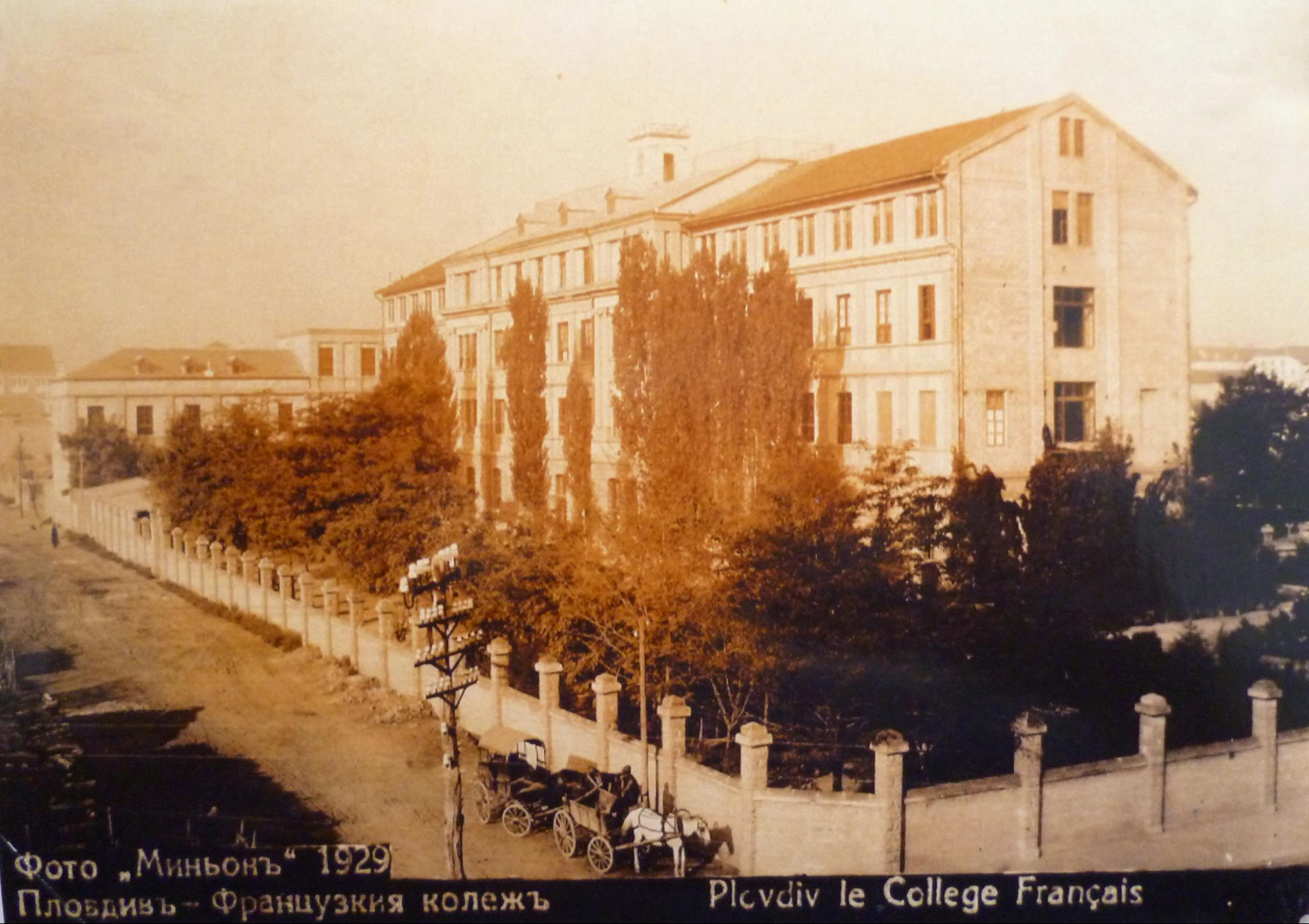

### الكليات
| فترة        | رئيس الجامعة                           |
| ----------- | -------------------------------------- |
| 1961 – 1968 | البروفيسور زيفكو لامبريف               |
| 1968 – 1970 | البروفيسور الدكتور ستيفان إيفانوف      |
| 1970 – 1972 | البروفيسور زيفكو لامبريف               |
| 1972 – 1979 | البروفيسور الدكتور دراغومير بوبورنيكوف |
| 1979 – 1983 | الأستاذ الدكتور بافل أنجيلوف           |
| 1983 - 1989 | أستاذ مشارك الدكتور تسفيتان أوبريتينوف |
| 1989 – 1993 | البروفيسور الدكتور نيكولا بالابانوف    |
| 1993 - 2003 | البروفيسور الدكتور أوجنيان ساباريف     |
| 2003 - 2011 | البروفيسور إيفان كوتساروف، دكتوراه     |
| 2011 - 2019 | البروفيسور الدكتور زابريان كوزلودجوف   |
| 2019 –      | البروفيسور الدكتور رومين ملادينوف      |

اليوم، تضم جامعة بلوفديف "بايسي هيليندارسكي" 9 كليات ، حيث يتم تدريب أكثر من 8000 طالب بدوام كامل وحوالي 5000 طالب بدوام جزئي في أكثر من 40 تخصصًا في العلوم الطبيعية والإنسانية والاجتماعية والاقتصادية. تم افتتاح فروع للجامعة في مدينتي سموليان وكاردجالي بالإضافة إلى كلية في سموليان.
يوجد في جامعة بلوفديف مكتبة، دار نشر جامعية، مركز معلومات جامعي، مختبرات متخصصة، فصول لغات، غرف للوسائط المتعددة والكمبيوتر، مركز التعلم عن بعد، مركز التوجيه المهني، قسم أبحاث، مركز رياضي، مسرح تعليمي، إذاعة جامعية، مراكز تقنية تخدم وتخدم وحدات. تقع مباني الجامعة في عدة أماكن في المدينة: مبنى رئيس الجامعة (في وسط المدينة - 24 شارع القيصر آسين)، مبنى جديد (في الجزء الشمالي - 236 جادة بلغاريا)، مبنى في شارع كوستاكي بيف. (بالقرب من بيت القسيس)، مبنى كلية الأحياء (في البلدة القديمة، بجانب المسرح القديم).
تأسست مكتبة الجامعة عام 1961 مع تأسيس الجامعة. تحتوي المكتبة على حوالي 280.000 وثيقة مكتبية من جميع مجالات العلوم. يحتفظ بفهرس إلكتروني يسهل البحث وفق أحدث متطلبات علم المكتبات.
كما تنشر المؤسسة التعليمية صحيفة "جامعة بلوفديف". تأسست عام 1983 وما زالت تصدر حتى اليوم، مما يعكس الحياة الأكاديمية في الجامعة. تمت رقمنة الإصدارات الصادرة بعد عام 2004 ويمكن قراءتها بحرية على الموقع الرسمي.

### منح "دكتوراه فخرية" لخريستو ستويتشكوف

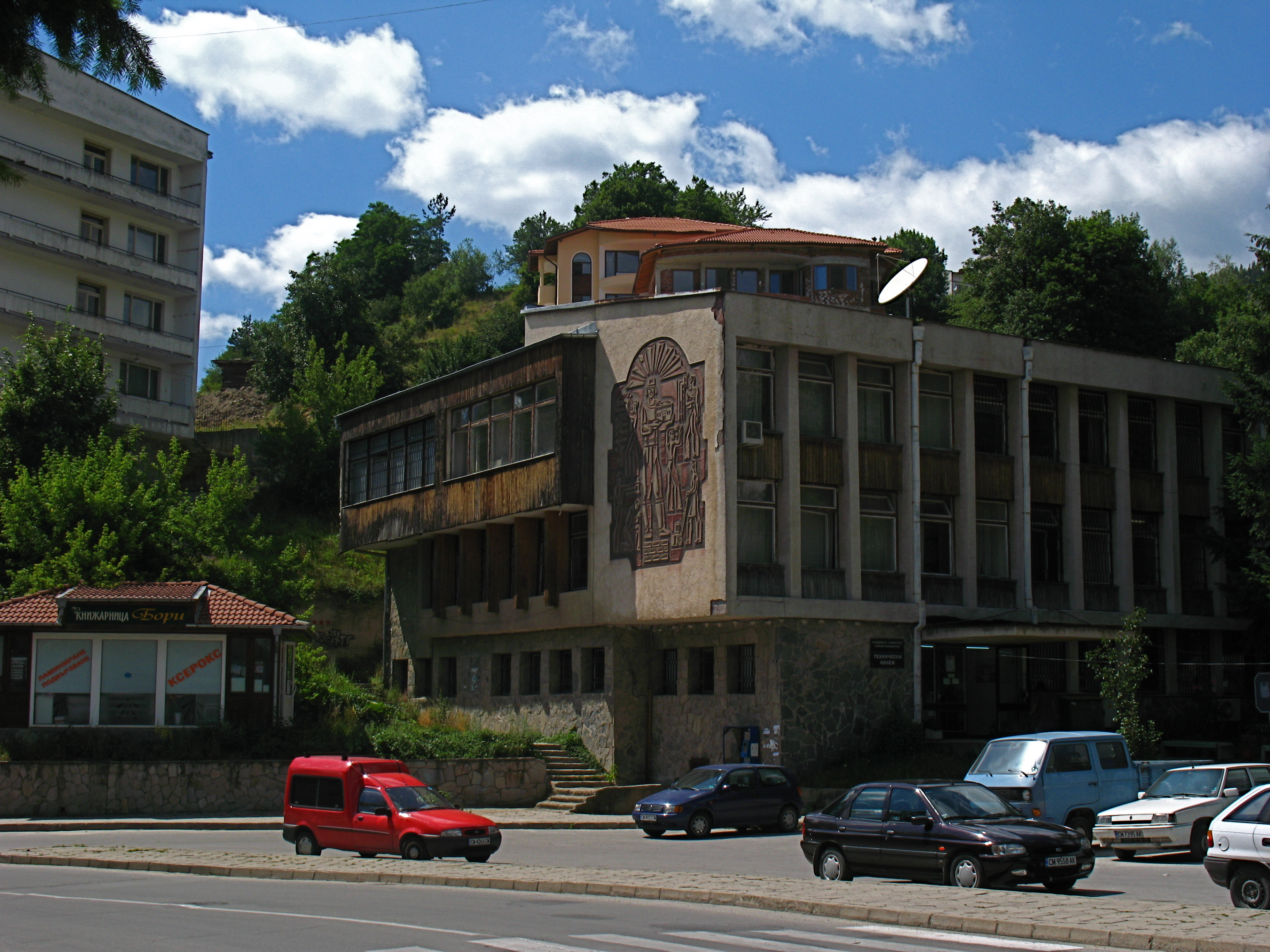
الكلية التقنية في سموليان

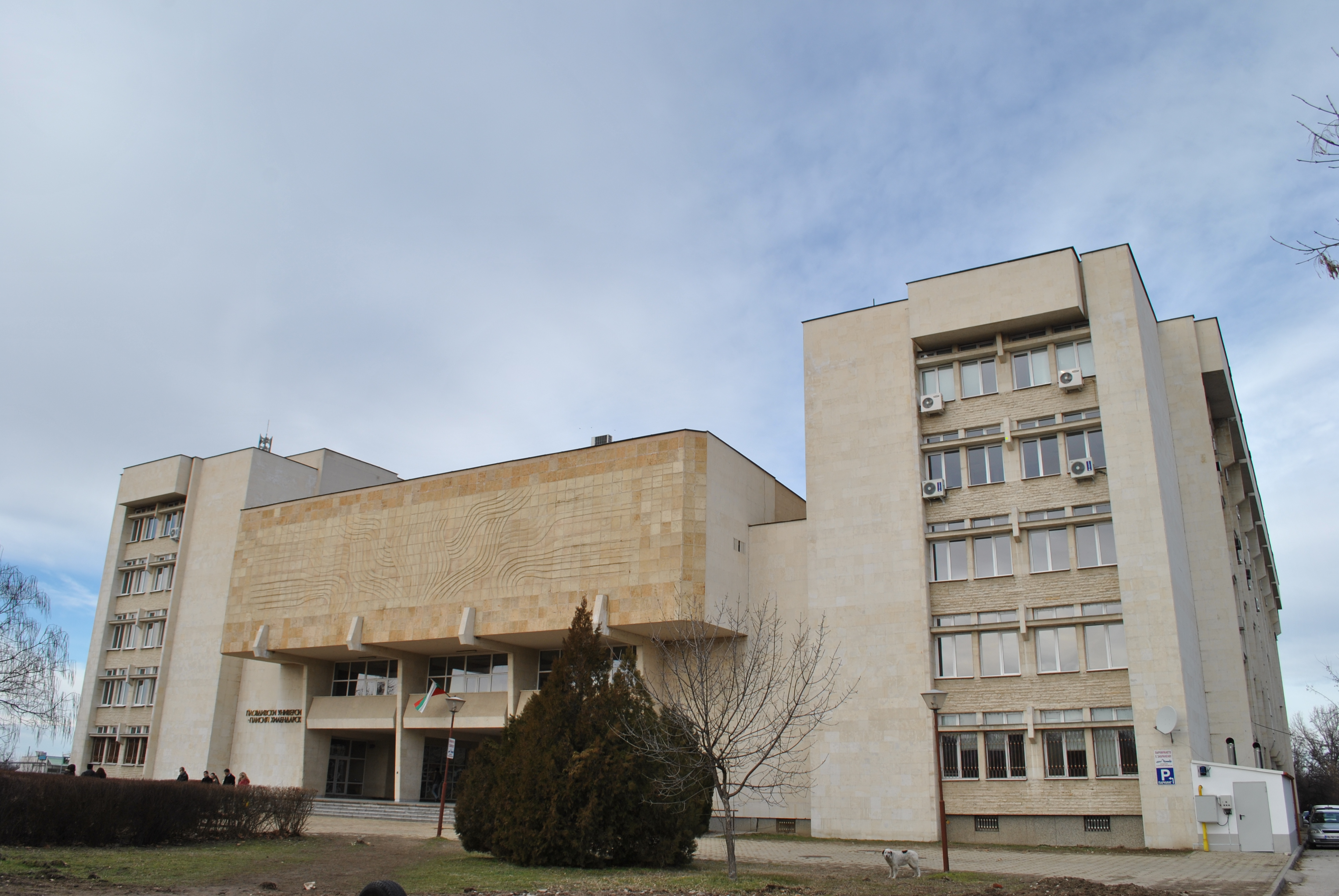
كلية الرياضيات والمعلوماتية بجامعة بلوفديف "بايسي هيليندارسكي"

- Filial Smolyan - أرشيف المعلومات نسخة محفوظة 2007-09-27 على موقع واي باك مشين. </link> موقع نسخة محفوظة 2007-05-18 على موقع واي باك مشين. </link>
- فرع "Lyuben Karavelov" - أرشيف المعلومات نسخة محفوظة 2007-09-27 على موقع واي باك مشين. </link> موقع إلكتروني
- الكلية التقنية – سموليان – أرشيف المعلومات نسخة محفوظة 2007-09-27 على موقع واي باك مشين. </link> موقع نسخة محفوظة 2007-05-03 على موقع واي باك مشين. </link>

### قواعد الراحة
تحتفظ جامعة بلوفديف بثلاث قواعد ترفيهية، وهي متاحة للأنشطة التعليمية والأنشطة الترفيهية.
- بامبوروفو
- أهتوبول
- مسيجة في

## التناقضات

### منح "دكتوراه فخرية" لخريستو ستويتشكوف
في نوفمبر 2011، حصل لاعب كرة القدم السابق ومدرب المنتخب الوطني خريستو ستويتشكوف على اللقب الفخري "الدكتوراه الفخرية" من جامعة بلوفديف. دوافع إدارة الجامعة هي أن "ستويتشكوف هو أنجح لاعب كرة قدم بلغاري وأحد أشهر البلغار في العالم"، فضلاً عن أن "دعمه يحظى بتقدير كبير ويتم السعي إليه دائمًا في تنظيم وتحقيق أعمال عامة أو حكومية".
وبعد أيام قليلة، وكرد فعل على هذا القرار، أعلن تسفيتوزار توموف، رئيس قسم "علم الاجتماع النقدي والتطبيقي"، علنًا أنه سيغادر المؤسسة التعليمية. وفي رسالته المفتوحة إلى رئيس الجامعة، البروفيسور المشارك زابريان كوزلودجوف، كتب توموف: "من المعروف بالنسبة لي أن منح أعلى لقب أكاديمي للأشخاص الذين أثبتوا أنفسهم قبل كل شيء بقدرتهم على ركل الكرة أصبح تقليدًا". لهذه الجامعة. [...] ومع ذلك، فإن قضية السيد ستويشكوف هي ذروة هذا التقليد المخزي نظرًا لحقيقة أنه شخص جاهل وغير متعلم بشكل مثير للإعجاب. وبحسب توموف، فإن القضية مهينة ليس فقط للمستشار وأعضاء المجلس الأكاديمي للجامعة، المسؤولين بشكل مباشر عن هذا القرار، بل أيضا لجميع المعلمين والطلاب، وتنتهي بعبارة "ركوع الأوساط الأكاديمية أمام إن الأقوياء اليوم يمثلون مشكلة عامة." وقد لاقت الرسالة تفاعلاً سريعًا بين مستخدمي موقع التواصل الاجتماعي فيسبوك، حيث نُشرت في الأصل.[1]